# Max décoré
Pour plus de détails, voir Fiche technique et Distribution.
Max décoré est un film français de Max Linder, sorti en 1914.

## Fiche technique
- Titre : Max décoré
- Réalisation : Max Linder
- Scénario : Max Linder
- Pays d'origine : France
- Format : Noir et blanc - Film muet
- Genre : comédie
- Date de sortie : 1914

## Distribution
- Max Linder